# Синдром гіповентиляції при ожирінні
Синдром гіповентиляції при ожирінні (СГО) — це порушення дихання у людей з тяжким ожирінням, яке полягає у надмірно сповільненому або недостатньо глибокому диханні, що призводить до низького рівня кисню та високого рівня вуглекислого газу (CO2) в крові. Цей синдром часто асоціюється з синдромом обструктивного апное сну (СОАС), який спричиняє періоди відсутності або ослаблення дихання під час сну, що призводить до численних часткових пробуджень протягом ночі та до сонливості вдень. СГО створює надмірне навантаження на серце, що може призвести до серцевої недостатності та набряків нижніх кінцівок.
Синдром гіповентиляції при ожирінні визначається як поєднання ожиріння та підвищеного рівня вуглекислого газу в крові протягом дня, що не пов'язано з іншою причиною надмірно повільного або поверхневого дихання.
Найефективнішим лікуванням є зниження маси тіла, але для досягнення результату може знадобитися баріатрична хірургія. Зазвичай, щоб позбутися розладу, потрібне зниження маси тіла на 25–30 %. Іншим методом лікування першої лінії є створення неінвазивного позитивного тиску у дихальних шляхах (PAP), зазвичай у формі постійного позитивного тиску в дихальних шляхах (CPAP) під час сну.
У 1950-х роках це захворювання було відоме як «синдром Піквіка» на честь одного з персонажів Чарлза Дікенса.

## Історія
Відкриття синдрому гіповентиляції при ожирінні зазвичай приписують авторам звіту 1956 року про професійного гравця в покер, який, набравши вагу, став сонливим і втомленим, схильним засинати протягом дня, а також у нього розвинулися набряки нижніх кінцівок, що свідчило про серцеву недостатність. Автори назвали стан «синдромом Піквіка» на честь персонажа Джо з роману «Посмертні записки Піквікського клубу» Чарлза Дікенса (1837), який був помітно огрядним і схильним до неконтрольованого засинання протягом дня. Цьому звіту, однак, передували інші описи гіповентиляції при ожирінні.
У 1960-х роках були зроблені різні подальші відкриття, які призвели до розмежування між обструктивним апное сну та гіповентиляцією уві сні.
Термін «синдром Піквіка» (англ. Pickwickian syndrome) вийшов з ужитку, оскільки він не розрізняє синдром гіповентиляції при ожирінні та синдром обструктивного апное сну як окремі розлади (які можуть співіснувати).

## Епідеміологія
Точна поширеність синдрому гіповентиляції при ожирінні невідома. Вважається, що багато людей із симптомами СГО не були діагностовані. Приблизно третина людей з морбідним ожирінням (індекс маси тіла понад 40 кг/м²) мають підвищений рівень вуглекислого газу в крові.
При обстеженні груп людей з синдромом обструктивного апное сну дослідники виявили, що 10–20 % з них також відповідають критеріям СГО. Ризик СГО набагато вищий у людей з більш тяжким ожирінням, тобто з індексом маси тіла (ІМТ) 40 кг/м² або вище. Цей синдром удвічі частіше зустрічається у чоловіків, ніж у жінок. Середній вік встановлення діагнозу становить 52 роки. Американські негри частіше страждають на ожиріння, ніж білі американці, і тому більш схильні до розвитку СГО, але в огрядних азіатів частіше, ніж у представників інших етнічних груп, СГО розвивається при нижчому ІМТ через фізичні особливості.
Очікується, що показники СГО зростатимуть, оскільки зростає поширеність ожиріння. Це також може пояснити, чому про СГО частіше повідомляють у США, де ожиріння є більш поширеним, ніж в інших країнах.

## Симптоми
Більшість людей із синдромом гіповентиляції при ожирінні мають супутнє обструктивне апное сну, що характеризується хропінням, короткими епізодами апное (зупинки дихання) вночі, переривчастим сном та надмірною сонливістю вдень. При СГО сонливість може посилюватися через підвищений рівень вуглекислого газу в крові, який спричиняє наркоз CO2. Іншими симптомами, що присутні при обох станах, є депресія та артеріальна гіпертензія, яку важко контролювати ліками. Високий рівень вуглекислого газу також може спричиняти головний біль, який зазвичай посилюється вранці.
Низький рівень кисню призводить до фізіологічного звуження легеневих артерій для корекції вентиляційно-перфузійного дисбалансу, що створює надмірне навантаження на праві відділи серця. Коли це призводить до правобічної серцевої недостатності, її називають «легеневим серцем» (лат. cor pulmonale). Симптоми «легеневого серця» виникають через те, що правому шлуночку важко перекачувати кров з організму через легені, тому рідина може накопичуватися в нижніх кінцівках у вигляді набряків, а в черевній порожнині — у вигляді асциту; може спостерігатися зниження толерантності до фізичних навантажень та біль у грудях при навантаженнях. При фізикальному огляді характерними ознаками є підвищений тиск у яремних венах, відчутний парастернальний поштовх, серцевий шум через витік крові через трикуспідальний клапан, гепатомегалія (збільшена печінка), асцит та набряки нижніх кінцівок. Легеневе серце виникає приблизно у третини всіх людей із СГО.

## Патогенез
Наразі не до кінця зрозуміло, чому синдром гіповентиляції розвивається не у всіх людей з ожирінням. Ймовірно, це результат взаємодії різних процесів. По-перше, зростає робота з підтримки дихання, оскільки жирова тканина обмежує нормальний рух грудної клітини і робить грудну стінку менш еластичною, діафрагма рухається менш ефективно, дихальні м'язи швидше втомлюються, а потік повітря у легені та з них утруднений через надмірну кількість жирової тканини у ділянці голови та шиї. Таким чином, людям з ожирінням потрібно витрачати більше енергії, щоб ефективно дихати. Всі ці фактори разом призводять до порушень дихання уві сні та недостатнього виведення вуглекислого газу з кровотоку, а отже, до гіперкапнії; враховуючи, що вуглекислий газ у водному розчині поєднується з водою, утворюючи кислоту (CO2[г] + H2O[р] + надлишок H2O[р] --> H2CO3[водн]), це спричиняє ацидоз (підвищення кислотності крові). За нормальних обставин центральні хеморецептори в стовбурі мозку виявляють підвищену кислотність і реагують на неї, збільшуючи частоту дихання, проте при СГО ця «вентиляційна реакція» притуплюється.
Пригнічена вентиляційна реакція пов'язана з декількома факторами. Люди з ожирінням, як правило, мають підвищений рівень гормону лептину, який виділяється жировою тканиною і, за нормальних обставин, посилює вентиляцію. При СГО цей ефект знижується. Крім того, епізоди нічного ацидозу (наприклад, через апное уві сні) призводять до компенсаторної реакції з боку нирок із затримкою лугу — бікарбонату. Це нормалізує pH крові, однак бікарбонат довше залишається в кровотоці і подальші епізоди гіперкапнії призводять до відносно легкого ацидозу та зниження вентиляційної реакції, утворюючи порочне коло.
Низький рівень кисню призводить до гіпоксичної легеневої вазоконстрикції — звуження дрібних кровоносних судин у легенях для створення оптимального розподілу крові по легенях. Постійно низький рівень кисню, що спричиняє хронічну вазоконстрикцію, призводить до підвищення тиску в легеневій артерії (легенева гіпертензія), що, своєю чергою, створює додаткове навантаження на правий шлуночок — частину серця, яка перекачує кров до легень. Правий шлуночок зазнає ремоделювання, розтягується і стає менш здатним виводити кров з вен. У такому разі підвищений гідростатичний тиск призводить до накопичення рідини в периферичних тканинах (набряки нижніх кінцівок), а в більш тяжких випадках — у печінці та черевній порожнині (асцит).
Хронічно низький рівень кисню в крові також призводить до підвищеного вивільнення еритропоетину та активації еритропоезу — вироблення еритроцитів. Це спричиняє поліцитемію — аномально збільшену кількість циркулюючих еритроцитів та підвищений гематокрит (згущення крові).

## Діагностика
Формальні критерії для діагностики синдрому гіповентиляції при ожирінні:
- Індекс маси тіла понад 30 кг/м² (показник ожиріння, що розраховується як вага в кілограмах, поділена на зріст у метрах в квадраті).
- Рівень вуглекислого газу в артеріальній крові понад 45 мм рт. ст. або 6 кПа, визначений шляхом аналізу газів артеріальної крові.
- Відсутність іншої причини гіповентиляції, як-от вживання наркотичних засобів, тяжкі обструктивні або інтерстиціальні захворювання легень, тяжкі захворювання грудної стінки (наприклад, кіфосколіоз), тяжкий гіпотиреоз (недостатня функція щитовидної залози), нервово-м'язові захворювання або вроджений центральний синдром гіповентиляції.

Якщо підозрюється СГО, для підтвердження діагнозу потрібні певні тести. Найважливішим початковим тестом є виявлення підвищеного рівня вуглекислого газу в крові. Це вимагає визначення газів артеріальної крові, що передбачає взяття зразка крові з артерії, зазвичай з променевої артерії. Оскільки виконання цього тесту для кожного пацієнта з проблемами дихання, пов'язаними зі сном, було б складним, деякі фахівці пропонують вимірювання рівня бікарбонату в звичайній (венозній) крові як розумний скринінговий тест. Якщо його рівень підвищений (27 ммоль/л або вище), слід виміряти гази крові.
Для розрізнення різних підтипів потрібна полісомнографія. Зазвичай це вимагає короткочасної госпіталізації до лікарні зі спеціалізованим відділенням медицини сну, де під час тестового сну пацієнта проводяться кілька різних вимірювань, зокрема електроенцефалографія (електронна реєстрація електричної активності в мозку), електрокардіографія (аналогічно для електричної активності в серці), пульсоксиметрія (вимірювання рівня кисню) та інші. Також рекомендуються аналізи крові для виявлення гіпотиреозу та поліцитемії.

### Диференціальна діагностика
Щоб відрізнити синдром гіповентиляції при ожирінні від інших захворювань легень, які можуть спричиняти подібні симптоми, можуть бути проведені медична візуалізація легень (такі як рентгенографія грудної клітки або комп'ютерна томографія), спірометрія, електрокардіографія та ехокардіографія. Ехо- та електрокардіографія також можуть виявити ознаки перенавантаження правих відділів серця внаслідок СГО, а спірометрія може показати рестриктивний патерн, пов'язаний з ожирінням.

## Класифікація
Синдром гіповентиляції при ожирінні є формою порушення дихання уві сні.
Виділяють два підтипи, залежно від характеру порушення дихання, виявленого при подальших дослідженнях. Перший — це СГО в контексті обструктивного апное сну, що підтверджується наявністю 5 або більше епізодів апное, гіпопное або пов'язаних з диханням пробуджень на годину (високий індекс апное-гіпопное) під час сну. Другий — це СГО, що в першу чергу пов'язаний із «синдромом гіповентиляції уві сні»; це супроводжується підвищенням рівня CO2 на 10 мм рт. ст. (1,3 кПа) після сну порівняно з вимірюваннями в стані неспання та нічним зниженням рівня кисню в крові без одночасного апное або гіпопное. Загалом, 90 % всіх людей з СГО належать до першої категорії, і лише 10 % — до другої.

## Лікування
У людей зі стабільними ознаками синдрому гіповентиляції при ожирінні найважливішим лікуванням є зниження маси тіла — за допомогою правильної дієти, фізичних вправ, ліків або, іноді, хірургічного втручання для зниження ваги (баріатричної хірургії). Доведено, що це покращує симптоми СГО та усуває підвищений рівень вуглекислого газу. Зниження маси тіла може зайняти багато часу і не завжди є успішним.
Якщо симптоми виражені, застосовується лікування позитивним тиском у дихальних шляхах (PAP) вночі; це передбачає використання апарата для допомоги диханню. PAP існує в різних формах, проте ідеальна стратегія є невизначеною. Були спроби застосовувати деякі ліки для стимулювання дихання або корекції основних порушень, але їхня користь також є невизначеною.
Хоча багато людей із синдромом гіповентиляції при ожирінні перебувають на амбулаторному лікуванні, стан деяких з них раптово погіршується і при госпіталізації вони можуть мати серйозні порушення, такі як значно змінена кислотність крові (pH < 7,25) або пригнічений рівень свідомості через дуже високий рівень вуглекислого газу. Іноді необхідна госпіталізація до відділення інтенсивної терапії з інтубацією та механічною вентиляцією легенів. В іншому випадку для стабілізації пацієнта зазвичай використовується «дворівневий» позитивний тиск у дихальних шляхах (див. наступний розділ), після чого застосовується традиційне лікування.

### Позитивний тиск у дихальних шляхах
Позитивний тиск у дихальних шляхах, в першу чергу у формі постійного позитивного тиску в дихальних шляхах (CPAP), є корисним методом лікування синдрому гіповентиляції при ожирінні, особливо коли він співіснує з обструктивним апное сну. CPAP вимагає використання під час сну апарата, що забезпечує безперервний позитивний тиск у дихальних шляхах, запобігаючи спаданню м'яких тканин у горлі під час дихання. Повітря подається через маску, що охоплює рот і ніс разом, або, якщо це не переноситься, тільки ніс (назальний CPAP). Це полегшує прояви обструктивного апное сну і часто є достатнім для усунення накопичення вуглекислого газу. Тиск збільшується до тих пір, поки обструктивні симптоми (хропіння та періоди апное) не зникнуть. Сам лише CPAP ефективний у понад 50 % людей із СГО.
Іноді рівень кисню залишається надмірно низьким (насичення крові киснем нижче 90 %). У такому випадку саму гіповентиляцію можна покращити, переключившись з лікування CPAP на альтернативний пристрій, який забезпечує «дворівневий» позитивний тиск: вищий тиск під час вдиху та нижчий тиск під час видиху. Якщо це також неефективно для підвищення рівня кисню, може знадобитися додавання кисневої терапії. Як останній засіб може знадобитися трахеостомія, яка передбачає створення хірургічного отвору в трахеї, щоб обійти спричинену ожирінням обструкцію дихальних шляхів у ділянці шиї. Це можна поєднати з механічною вентиляцією за допомогою допоміжного дихального апарату через отвір.

### Інші методи лікування
Люди, яким не допомагає лікування першої лінії, або ті, що мають дуже тяжке, загрозливе для життя захворювання, іноді можуть бути ліковані трахеотомією, що є оборотною процедурою.
Лікування, користь від якого не доведена, а потенційна шкода викликає занепокоєння, включає застосування лише кисню або респіраторних стимуляторів. Медроксипрогестерону ацетат, прогестини і ацетазоламід пов'язані з підвищеним ризиком тромбозу і не рекомендуються.

## Прогноз
Синдром гіповентиляції при ожирінні пов'язаний зі зниженням якості життя, люди з цим захворюванням несуть підвищені витрати на охорону здоров'я, головним чином через госпіталізацію, включаючи перебування та лікування у відділеннях інтенсивної терапії. СГО часто супроводжується кількома іншими тяжкими захворюваннями, такими як астма (у 18–24 %) та цукровий діабет 2-го типу (у 30–32 %), а його головне ускладнення — серцева недостатність — уражає 21–32 % пацієнтів.
Ті, хто має достатньо серйозні відхилення, щоб вимагати лікування, мають підвищений ризик смерті, який, за повідомленнями, становить 23 % протягом 18 місяців і 46 % протягом 50 місяців. Цей ризик знижується до менш ніж 10 % у тих пацієнтів, які отримують лікування за допомогою PAP. Лікування також зменшує потребу в госпіталізації та знижує витрати на охорону здоров'я.